# Yūdai Fujiwara
Yūdai Fujiwara (japanisch 藤原 優大 Fujiwara Yūdai; * 29. Juni 2002 in Hirosaki, Präfektur Aomori) ist ein japanischer Fußballspieler.

## Karriere
Yūdai Fujiwara erlernte das Fußballspielen in der Schulmannschaft der Aomori Yamada High School. Seinen ersten Profivertrag unterschrieb er am 1. Februar 2021 bei den Urawa Red Diamonds. Der Verein aus Urawa-ku spielte in der ersten japanischen Liga. Für die Reds kam er zweimal im J. League Cup zum Einsatz. Am 1. Juli 2021 wechselte er auf Leihbasis zum Zweitligisten SC Sagamihara nach Sagamihara. Sein Zweitligadebüt gab Yūdai Fujiwara am 3. Juli 2021 (21. Spieltag) im Heimspiel gegen Giravanz Kitakyūshū. Hier stand er in der Startelf und wurde in der 67. Minute gegen Kakeru Funaki ausgewechselt. Mit dem Verein aus Sagamihara belegte man am Saisonende 2021 den 19. Tabellenplatz und stieg in die dritte Liga ab. Insgesamt bestritt er für den Klub 40 Ligaspiele. Die Saison 2023 wurde er an den Zweitligisten FC Machida Zelvia ausgeliehen. Am Ende der Saison 2023 feierte er mit Machida die Zweitligameisterschaft sowie den Aufstieg in die erste Liga. Nach dem Aufstieg verließ er Machida und wechselte zu Beginn der Saison 2024 auf Leihbasis zum Zweitligisten Ōita Trinita.

## Erfolge
FC Machida Zelvia
- Japanischer Zweitligameister: 2023  ▲